# Küçükboğaz, Arpaçay
Küçükboğaz là một xã thuộc huyện Arpaçay, tỉnh Kars, Thổ Nhĩ Kỳ. Dân số thời điểm năm 2010 là 504 người.